# Prospalta aenea
Prospalta aenea är en fjärilsart som beskrevs av Saalmüller 1891. Prospalta aenea ingår i släktet Prospalta och familjen nattflyn. Inga underarter finns listade i Catalogue of Life.